# 母原
母原（もはら）は福岡県北九州市小倉南区の地名。郵便番号は803-0187、紫水団地には別に803-0188が割り当てられている。

## 地理
北九州市小倉南区の東谷地区の一部。北は企救地区志井・堀越・横代、東は曽根地区長野・貫、南は東谷地区井手浦・新道寺、西は中谷地区高津尾と接している。国道322号（バイパス）に隣接する紫水（しすい）地区は団地として整備されている。

## 歴史

### 沿革
- 1889年（明治22年）4月1日 - 町村制施行により企救郡石原町村・新道寺村・母原村・井手浦村・木下村・市丸村・小森村・呼野村が合併し東谷村が発足、旧母原村は東谷村大字母原となる。
- 1948年（昭和23年）9月10日 - 東谷村が小倉市へ編入され東谷村は廃止。東谷村大字母原は小倉市大字母原となる。
- 1963年（昭和38年）2月10日 - 小倉市は合併により北九州市となる。小倉市大字母原は北九州市小倉区大字母原となる。
- 1974年（昭和49年）4月1日 - 小倉区分区により大字母原は小倉南区の所属となる。

## 交通

### 鉄道
JR日田彦山線が通過しているが駅はない。最寄駅は志井駅または石原町駅。

### 道路
- 国道322号（呼野バイパス）：母原地内の西側を通過している。南は香春町・田川市方面、北は小倉方面へ延びる。
- 福岡県道256号新道寺曽根線・福岡県道257号井手浦徳力線：母原の中心地域を通過する県道。南方面は新道寺まで2つの県道が重複する。両県道は母原バス停付近の交差点で分かれていて、県道新道寺曽根線は東へ向かっているが県道としては曽根まで通じておらず、林道での迂回が必要。県道井手浦徳力線は北へ延び志井・徳力方面へと向かう。

### 路線バス
母原の中心部を通過する県道新道寺曽根線および県道井手浦徳力線上に「篠堀」「母原」の2つのバス停がある。
- 西鉄バス北九州
  - 志井線 ■□ 34：中谷 - 石原町 - 新道寺 - 母原 - 志井 - 北方 - 小倉駅バスセンター - 砂津
  - 東⾕〜徳⼒線 ■□ 1：中谷 - 石原町 - 新道寺 - 母原 - 志井 - 徳力公団前駅
    - 南方面は新道寺経由中谷行き、北方面は志井経由小倉駅方面・徳力公団前駅行きとなる。

## 主な施設
- 母原公民館
- 母原紫水集会所
- 市立花枝集会所
- 母原公園